# Sezona Velikih nagrad 1908
Sezona Velikih nagrad 1908 je bila tretja sezona Velikih nagrad, dirke niso bile povezane v prvenstvo. 

## Velike nagrade

### Grandes Épreuves
| Velika nagrada          | Dirkališče | Datum    | Zmag. dirkač             | Zmag. moštvo | Poročilo |
| ----------------------- | ---------- | -------- | ------------------------ | ------------ | -------- |
| Velika nagrada Francije | Dieppe     | 7. julij | Christian Lautenschlager | Mercedes     | Poročilo |

### Ostale Velike nagrade
| Velika nagrada     | Dirkališče  | Datum        | Zmag. dirkač     | Zmag. moštvo     | Poročilo |
| ------------------ | ----------- | ------------ | ---------------- | ---------------- | -------- |
| Targa Florio       | Madonie     | 18. maj      | Vincenzo Trucco  | Isotta-Fraschini | Poročilo |
| Coppa Florio       | Bologna     | 6. september | Felice Nazzaro   | Fiat             | Poročilo |
| Vanderbilt Cup     | Long Island | 24. oktober  | George Robertson | Locomobile       | Poročilo |
| Velika nagrada ZDA | Savannah    | 26. november | Louis Wagner     | Fiat             | Poročilo |